# سوئه یو
سوئه یّو (به ایتالیایی: Sueglio) یک کومونه در ایتالیا است که در استان لکو واقع شده‌است. سوئه یو ۴٫۲ کیلومتر مربع مساحت و ۱۴۴ نفر جمعیت دارد و ۷۷۵ متر بالاتر از سطح دریا واقع شده‌است.